# Eugen von Chmelarž
Eugen von Chmelarž (německy Eugen Eduard Emanuel Ritter von Chmelarž) (17. listopadu 1856 Nový Jičín – 13. srpna 1945 Vídeň) byl rakousko-uherský admirál. Jako absolvent námořní akademie vstoupil k c. k. námořnictvu v roce 1880, vystřídal službu na různých lodích, působil také jako pedagog i v námořní administraci. V hodnosti kapitána byl velitelem několika bitevních lodí, zastával funkce v námořní sekci ministerstva války a v letech 1912–1913 byl velitelem C. k. námořní akademie v Rijece. Za první světové války byl velitelem válečného přístavu v Pule a v roce 1915 dosáhl hodnosti admirála. V roce 1917 odešel do penze, po rozpadu monarchie žil v soukromí v Rakousku a pobíral rentu jako armádní generál československé armády ve výslužbě.

## Biografie

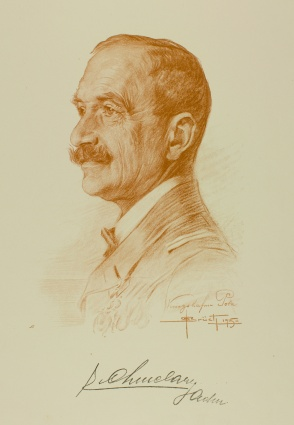
Admirál Eugen von Chmelarž v roce 1915 (sbírky Státního okresního archivu v Novém Jičíně)

Pocházel z dobře situované rodiny původem z Prostějova, narodil se jako prostřední ze tří synů Johanna Chmelarže (1817–1896), dlouholetého prezidenta krajského soudu v Novém Jičíně (1871–1883). Eugen po reálce v rodném Novém Jičíně studoval na gymnáziu v Brně (1870–1872) a nakonec se stal studentem C. k. námořní akademie v Rijece (1872–1876). K námořnictvu nastoupil jako kadet v roce 1876, vystřídal službu na různých lodích a v roce 1880 byl povýšen na praporčíka. Působil mimo jiné v přístavní službě v Terstu a Pule, od roku 1888 působil jako pedagog na C. k. námořní akademii, kde vyučoval signalizaci. Po roce 1892 vedl dělostřelecký výcvik námořních kadetů na cvičné lodi SMS Saida, s níž absolvoval také cestu kolem světa (Indie, Austrálie, Dálný východ). Mezitím postupoval v hodnostech (poručík II. třídy 1888, poručík I. třídy 1891) a po návratu působil u oblastního námořního velitelství v Terstu.
V roce 1900 byl povýšen na korvetního kapitána a přidělen k velení válečného přístavu v Pule, v letech 1900–1902 velel bitevní lodi SMS Monarch. V letech 1903–1906 byl přednostou 2. oddělení námořní sekce na ministerstvu války ve Vídni a mezitím byl k datu 1. května 1904 povýšen na fregatního kapitána. V roce 1906 byl velitelem křižníku SMS Kaiserin Elisabeth, v letech 1906-1907 byla jeho vlajkovou lodí znovu SMS Monarch. Dne 1. května 1907 se stal kapitánem řadové lodi s velením pancéřového křižníku SMS Kaiser Karl VI. S touto lodí absolvoval v roce 1907 velké námořní manévry a v roce 1908 se vrátil na ministerstvo války ve funkci ředitele prezidiální kanceláře námořní sekce. Od června do září 1910 krátce velel bitevní lodi SMS Erzherzog Friedrich a poté do roku 1911 znovu působil na ministerstvu války.

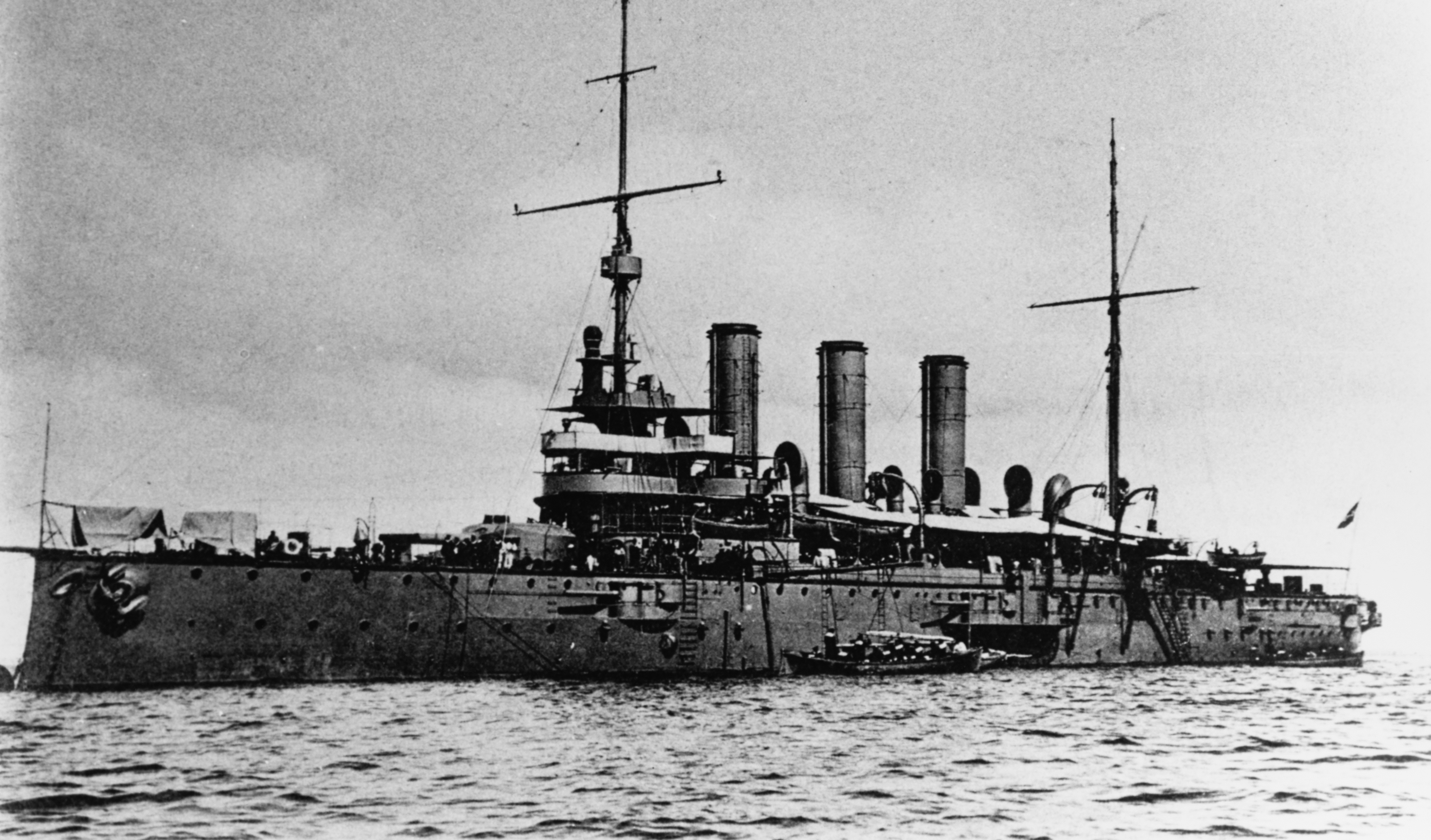
Pancéřový křižník SMS Kaiser Karl VI., vlajková loď kapitána Eugena Chmelarže v letech 1907–1908

K datu 1. května 1911 byl povýšen do hodnosti kontradmirála a krátce byl velitelem pancéřového křižníku SMS Sankt Georg. V letech 1911–1912 byl velitelem C. k. námořní akademie v Rijece a v roce 1912 se stal velitelem eskadry pro Jaderské a Středozemní moře. Dne 1. května 1913 získal hodnost viceadmirála a v letech 1913–1917 byl velitelem válečného přístavu v Pule. Po sarajevském atentátu organizoval převoz těl zavražděného následníka trůnu Františka Ferdinanda d'Este a jeho manželky Žofie ze Srbska do Terstu, kde se uskutečnilo smuteční shromáždění. Na začátku první světové války se stal zástupcem přednosty námořní sekce ministerstva války, nadále byl ale velitelem válečného přístavu v Pule, kde během války třikrát přivítal na inspekční cestě Karla I. (říjen 1914, listopad 1916, leden 1917).
Dne 1. května 1915 byl povýšen na admirála a jako velitel v Pule setrval do jara 1917, kdy v březnu požádal o penzionování, formálně byl převeden do výslužby k datu 1. dubna 1917. Po zániku Rakouska-Uherska žil v soukromí v Perchtoldsdorfu, kde obýval vilu v ulici Franz Josef Straße č. p. 117 (zvaná po něm též jako Admiralsvilla). Kvůli nároku na penzi požádal v roce 1920 o zařazení do československé armády, kde mu byla přiznána hodnost generála III. třídy s výslužným a nakonec v roce 1927 získal hodnost armádního generála ve výslužbě.
Zemřel ve Vídni 13. srpna 1945 ve věku 88 let a byl pohřben na hřbitově v Percholtdsdorfu.
V roce 1888 se oženil s Helenou Krautilovou (1868–1950), která pocházela z podnikatelské rodiny z Prostějova. Do Prostějova i rodného Nového Jičína často zajížděli v době dovolených. Helena Chmelaržová se za první světové války angažovala v charitě a aktivitách Červeného kříže, za zásluhy získala od císařovny Zity řád Alžběty II. třídy (1917). Manželství zůstalo bezdětné.

## Tituly a ocenění
Od nobilitace svého otce v roce 1882 užíval šlechtický titul rytíře. V roce 1916 obdržel titul c. k. tajného rady s nárokem na oslovení Excelence. Během služby u námořnictva se stal nositelem řady vyznamenání v Rakousku-Uhersku i v zahraničí.

### Rakousko-Uhersko
- Jubilejní pamětní medaile (1898)
- Služební odznak pro důstojníky III. třídy (1901)
- Vojenský záslužný kříž III. třídy (1906)
- Vojenský jubilejní kříž (1908)
- Řád železné koruny III. třídy (1911)
- Služební odznak pro důstojníky II. třídy (1913)
- Mobilizační kříž (1913)
- rytířský kříž Leopoldova řádu (1914)
- Řád železné koruny I. třídy s válečnou dekorací (1915)
- Vyznamenání za zásluhy o Červený kříž s válečnou dekorací (1916)

### Zahraničí
- Řád červené orlice II. třídy (1908, Německo)
- Řád vycházejícího slunce II. třídy (1911, Japonsko)
- Řád dvojitého draka III. třídy (1911, Čína)
- Řád pruské koruny II. třídy (1911, Německo)
- komandér Řádu rumunské hvězdy (1911, Rumunsko)
- velkodůstojník Řádu italské koruny (1913, Itálie)
- Železný kříž II. třídy (1916, Německo)
- Železný kříž I. třídy (1917, Německo)